# 小林万樱
小林萬櫻（日語：こばやし まお，1992年1月12日—），出身於日本東京都的女性年少偶像、寫真偶像及演員。前Office福笑旗下藝人。

## 簡歷
小林萬櫻於六歲（1998年）踏進娛樂圈，12歲（2004年）便開始當寫真偶像，擔任日本攝影師會田我路的低青少年模特兒，使她漸為人所認識，而其寫真集亦頗暢銷。同時，她在經理人公司「Office福笑」舉辦的現場表演活動中曾與日美野梓組成二人偶像組合「きゃぴきゃぴ」。
2004至2005年間，小林曾加入另一偶像組合「Doll's Vox」（高見澤俊彥主理）。並在7月推出了於巴厘岛拍攝的寫真DVD《萬櫻12歲 暑假》（万桜12歳・夏やすみ），同時推出同名寫真集。
2006年，小林再加入五人女子音樂組合「櫻mint's」，惟同年11月25日以不能兼顧學業及藝能活動為由而選擇離隊。3月24日，她的第6部寫真集和寫真DVD《萬櫻13歲 ～豐潤～》（万桜13歳 ～豊潤～）公開。6月21日，她推出了寫真DVD《萬櫻 14歲》（万桜１４歳）和《萬櫻的一次小旅行：都電荒川線》（万桜のちょこっと旅行: 都電荒川線）。小林把前作形容為「過激」。後者则以其沿着都電荒川線旅行的畫面為主軸。
2010年，她就畢業於日本藝術高等學園，並放棄寫真偶像工作，轉向參演多套電視劇和電影，2012年卻透過私人部落格宣佈息影。

## 演出作品

### 電視劇
- 真實的恐怖故事Special2 深夜之病房（2000年、富士電視台）
- 幪面超人龍騎（2002年、朝日電視台） - チサト
- 忍風戰隊破裏劍者（2002年、朝日電視台） - 茜
- 稲川淳二之怪奇事件簿2 附近的女子篇（2002年、讀賣電視台） - 智代
- 虹色班車（2003 - 2004年、NHK教育頻道） - 木村さなえ
- 天才兒童MAX （天てれドラマ、ぼくがぼくであること）（2005年、NHK教育頻道） - 夏代
- 淺草福丸旅館 第1話（2007年、TBS） - 遠藤みさき

### 真人秀節目
- けんたろうとミクのワイワイキッズ（1999 - 2000年、Kids Station、神奈川電視台） - 「ワイワイキッズ」成員ともぴー
- テンパイ（2003年、東京電視台） - ジュニア部成員
- ラブハリケーン（2004 - 2005年、MXTV、EX Entertainment）
- SDM發l（2004年、富士電視台）
- CS發！美少女箱（2004 - 2005年、富士電視台721）
- エンタ☆天国!（2005年、MXTV、EX Entertainment）
- 小・中學生限定美少女學園（2005年、MXTV、エンタ！371） - 司儀
- 當Gravure的美少女（2007年、MONDO21）

### 網劇
- 櫻花BBS（2005年、清純妹妹倶樂部）

### 電影
- 咒怨（2003年8月23日、東京Theatres） - いずみ
- 制服Sabai Girl（2008年12月6日） - 山名千草

### 舞台劇
- ロイヤルホ☆ト2011（2011年5月23 - 30日、六行會Hall） - 瑠花

### 原創影片
- 聖少女戰士St.Valkyrie（2006年、Taki Corporation） - ヴァルキリー・アイ / 葉山亜衣
- Maiko的謊言（2007年） - 真地マイコ
- 中學生欺凌 愛之羽（2009年） - 前田優衣
- 真·捉迷藏Final（2011年）

### 遊戲
- COOL COOL TOON（1999年、SNK） - Spica（少女）

### 廣告
- hello!Magic - 聖誕篇（1999年）
- 関西電力 - 父子篇（2000年）
- 関西電力 - 家族篇（2002年）

## 音樂作品

### 專輯
以「櫻mint's」名義
| 專輯                   | 日期          | 唱片公司 | 日本商品編號 |
| 花吹雪ハニー・チップス | 2006年3月22日 | RaBit    | RBDV-0001    |

以「Doll's Vox」名義
| 專輯                                  | 日期          | 唱片公司 | 日本商品編號 |
| 夢見るオモチャ箱～恋する Dancing Doll | 2005年8月10日 | RaBit    | UPCH-5327    |

## 書籍及形象影片

### 寫真集
| 書名                                 | 日期           | 出版社       | 國際標準書號           |
| 万桜12歳                             | 2004年5月      | 文華社       | ISBN 978-4-8211-2599-9 |
| 万桜12歳～夏休み～                   | 2004年8月10日  | 文華社       | ISBN 978-4-8211-2623-1 |
| 小林万桜12歳~美少女ソナタ~ もも組3番 | 2004年11月15日 | Bauhaus      | ISBN 978-4-89461-998-2 |
| 万桜12歳～早春～                     | 2005年3月10日  | 文華社       | ISBN 978-4-8211-2651-4 |
| 万桜13歳～熟果～                     | 2005年8月10日  | 文華社       | ISBN 978-4-8211-2675-0 |
| 万桜13歳～純白～                     | 2006年1月10日  | 文華社       | ISBN 978-4-8211-2664-4 |
| 万桜13歳～豊潤～                     | 2006年4月10日  | 文華社       | ISBN 978-4-8211-2679-8 |
| 万桜14歳～桃桜～                     | 2006年10月10日 | 文華社       | ISBN 978-4-8211-2683-5 |
| 開花!?                               | 2007年4月24日  | 彩文館出版社 | ISBN 978-4-7756-0202-7 |

### 形象影片
| 作品名                                                                                | 日期           | 發行機構               | 日本商品編號 |
| Holy Angel                                                                            | 2004年3月25日  | Card Shop Treasure     | TREJ-0002    |
| 制服美少女図鑑 まお12歳                                                               | 2004年2月25日  | Fuga                   | GAFD-005     |
| 制服美少女図鑑 まおII 12歳                                                            | 2004年6月10日  | Fuga                   | GAFD-014     |
| 万桜12歳～夏休み～                                                                    | 2004年7月21日  | 文華社                 | BKDV-00025   |
| 美少女ソナタさくらぐみ～小林万桜12歳                                                  | 2004年10月27日 | Bauhaus                | BHD18-30     |
| 万桜12歳～早春～                                                                      | 2005年2月23日  | 文華社                 | BKDV-00069   |
| 万桜13歳                                                                              | 2005年5月23日  | Garomage Entertainment | GARO-001     |
| 万桜13歳～熟果～                                                                      | 2005年7月29日  | 文華社                 | BKDV-00094   |
| 小林万桜とぴゅあ★フレンズ                                                             | 2005年9月26日  | IMAX                   | IMOD-002     |
| ときめき美少女cafe ～いとしのマーメイドたち～                                         | 2005年12月21日 | プリスタル             | TREJ-0012    |
| 万桜13歳～純白～                                                                      | 2005年12月23日 | 文華社                 | BKDV-00136   |
| 万桜13歳～豊潤～                                                                      | 2006年3月24日  | 文華社                 | BKDV-00163   |
| 電車と少女 万桜のちょこっと旅行（都電荒川線）美少女散策Vol.1 電車と少女〜都電荒川線〜 | 2006年6月21日  | Garomage Entertainment | GARO-6       |
| 万桜14歳                                                                              | 2006年6月21日  | Garomage Entertainment | GARO-005     |
| Alluring Eyes~芽艶                                                                    | 2006年7月22日  | Libertas               | LBTD-002     |
| 町美少女トロピカル vol.01                                                             | 2006年8月11日  | Triangle Forces        | QWE-01       |
| 万桜14歳～桜桃～                                                                      | 2006年9月29日  | 文華社                 | BKDV-00203   |
| 万桜14歳～万開～                                                                      | 2006年11月24日 | 文華社                 | BKDV-00217   |
| 聖少女戦士St.ヴァルキリー（與新實菜菜子等人共演）                                     | 2006年12月22日 | Odessa Entertainment   | THD-15481    |
| たぶんコドモ！？ 小林万桜                                                             | 2007年3月22日  | Air control            | KQT-097      |
| たぶんオトナ！？ 小林万桜                                                             | 2007年3月22日  | Air control            | KQT-098      |
| Angel Kiss ～大人の予感～-                                                            | 2007年6月22日  | Torico                 | TRID-021     |
| 実写版 マイコうそみたい！                                                             | 2007年9月21日  | 株式會社TMC            | DSTS-007     |
| mao♡self                                                                              | 2007年9月28日  | 株式會社MPD            | KBOOT-14     |
| 艶めいて咲く花に                                                                      | 2008年4月28日  | All Stack Pictures     | FPO-0001     |
| 美少女ひとりぢめ 小林万桜〜永久保存版1〜                                              | 2010年1月1日   | M.B.D.Media Brand      | PKMC-003     |
| 美少女ひとりぢめ 小林万桜〜永久保存版2〜                                              | 2010年1月1日   | M.B.D.Media Brand      | PKMC-004     |